# هاجيمي واتانابي
هاجيمي واتانابي (باليابانية: 渡辺はじめ؛ بالكانا: わたなべ はじめ) هو رسام رسوم متحركة ياباني، ولد في 1957.

## وصلات خارجية
- هاجيمي واتانابي على موقع IMDb (الإنجليزية)
- هاجيمي واتانابي على موقع ANN person (الإنجليزية)